# Kverkfjöll

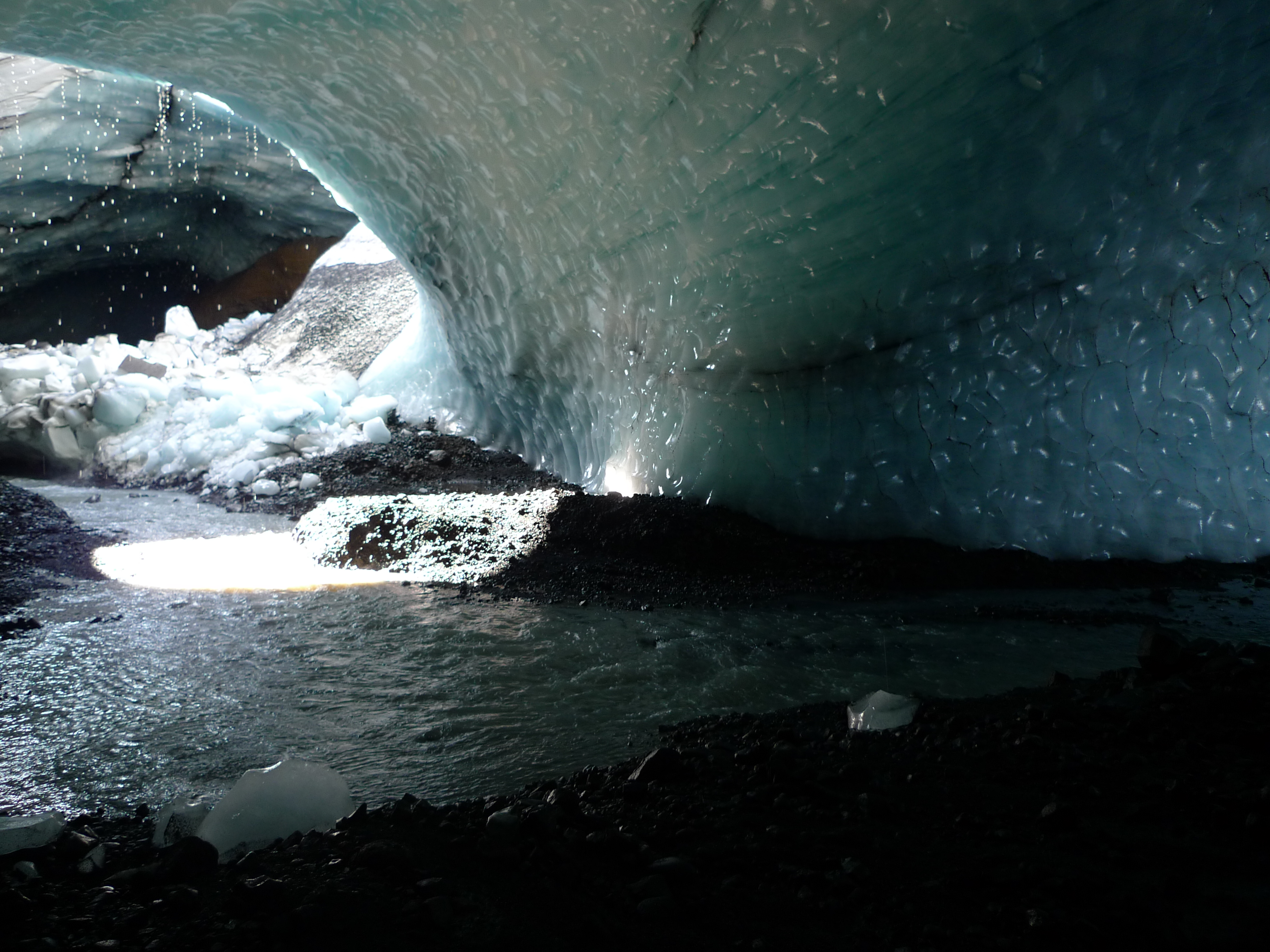
Eishöhlen in den Kverkfjöll

Die Kverkfjöll sind eine vulkanische Bergkette in Island mit einer Höhe bis zu 1930 m. Damit sind sie das dritthöchste Gebirgsmassiv des Landes nach dem Öræfajökull und der Bárðarbunga. Wie diese sind sie Teil des Gletscherschilds Vatnajökull.
Der Erstbesteiger des Gebirgsmassivs war der deutsche Chemiker Max Trautz im Jahre 1910.

## Lage und Gestalt

### Lage
Die Bergkette befindet sich am nördlichen Rand des Gletschers Vatnajökull, ca. 40 km südlich der Askja. Die Kverkfjöll liegen in einer Senke zwischen den nach Norden auslaufenden sehr breiten Gletscherzungen Dyngjujökull (westlich) und Brúarjökull (östlich), aus denen die Flüsse Jökulsá á Fjöllum bzw. Kreppa entspringen.

### Gestalt
Von Nordosten nach Südwesten ist die Bergkette etwa 10 km lang.
Man unterscheidet die Östlichen (isl. Austari Kverkfjöll) und Westlichen Kverkfjöll (isl. Vestari Kverkfjöll). Die beiden Höhenrücken sind durch eine sich nach Norden hin vertiefende Gebirgsscharte getrennt. In dieser fließt der Talgletscher Kverkjökull nach Nordwesten bis hinunter auf die 900 m hohe Hochebene vor den Bergen.
Zwei niedrigere Palagonitrücken, die parallel zueinander in NO-SW-Richtung angeordnet sind, führen von NO aus auf die Kverkfjöll zu und gehen in sie über. Der westliche heißt Kverkfjallarani, der östliche Kverkhnúkar. Das Tal dazwischen, Hraundalur, beginnt in der Scharte.
Die Gipfel sind in alle Richtungen bis auf Südwesten sehr steil. Da das Gebirgsmassiv unter Gletschern entstanden ist, besteht es hauptsächlich aus Kissenlaven aus Palagonit. Der höchste Gipfel Skarphéðinstindur erreicht eine Höhe von 1936 m.

## Name
Eine Scharte, wie sie die Kverkfjöll teilt, heißt im Isländischen kverk, woraus sich der Name des Gebirgszuges ableitet. Fjöll ist der Plural von fjall (Berg).

## Das Vulkansystem
Das Vulkansystem der Kverkfjöll liegt in der Riftzone am Übergang vom östlichen zum nördlichen isländischen Vulkangürtel. Die nördliche Vulkanzone reicht bis zum Fjord Öxarfjörður.
Bei den Kverkfjöll handelt es sich um den Zentralvulkan eines großen eigenen Vulkansystems im Norden des Vatnajökull. Die Vulkanspalten des Vulkansystems ziehen sich vom Zentralvulkan aus nach Nordosten und Südwesten. Und dort haben sich während der letzten Eiszeit an Vulkanspalten unter den Gletschern die erwähnten Palagonitrücken gebildet. Der Kverkfjallhryggur verschwindet im Südwesten unter dem Vatnajökull, wohingegen die nördlichen Palagonitrücken sich sehr sichtbar noch 30 km nach Nordosten hinziehen.
Man vermutet unter dem Zentralvulkan, also den Kverkfjöll selbst, eine der größten Magmakammern des Landes.

### Calderen und Gletscherseen
In den Kverkfjöll befinden sich zwei gletscherbedeckte Calderen. Die südliche Caldera ist ganz mit Eis bedeckt, während große Teile der Ränder der nördlichen eislos sind. Sie liegen etwa auf 1800 m Höhe. Die nördliche Caldera heißt Gengissig und liegt etwas südöstlich der Hütte des Gletschervereins (Jöklarannsóknarfélag), die andere Caldera heißt Galtarlón und liegt im Efri Hveradalur.
Unter dem Eis der beiden haben sich Gletscherseen gebildet, so dass in absehbarer Zeit Gletscherläufe möglich wären. Der See Gengissig misst etwa 600 m in der Breite und ist 100 m tief. Er bildete sich 1959 nach einer kleinen explosiven Eruption.
Der westliche Teil des Gebirges ist besonders von Erdwärme und Thermalquellen geprägt. Dort liegt ein enges Tal, das sich in den westlichen Gebirgszug hineinzieht, die Hveradalir, zu denen eine anstrengende Gletscherwanderung hinaufführt.

### Eruptionsgeschichte
Ausbrüche lassen sich schon vor mehr als 100.000 Jahren nachweisen. Man weiß bisher nicht genau, wie weit das System unter den Gletscher Vatnajökull reicht.
Insgesamt vermutet man 40 Ausbruchsserien seit Entstehen der Gebirgskette, wobei im Mittel etwa 0,1 km³ an Lava und Tephra produziert worden sind.
Genaue Zahlen liegen nicht vor, u. a. deswegen, weil die Berge so abseits liegen.

#### Nacheiszeitliche Ausbrüche
Sehr viele Vulkanspalten durchqueren den Kverkfjallrani. Dort gab es nach der Eiszeit zahlreiche effusive Ausbrüche. Das Lavafeld Lindahraun ist das jüngste Ergebnis solcher Eruptionen und sein Alter wird auf 2.800 Jahre geschätzt. Die dünnflüssigen Laven strömten wie Flüsse an den Seiten der Palagonitrücken herunter. Es ist, soweit man weiß, der jüngste Ausbruch im Kverkfjöllsystem außerhalb des Zentralvulkans gewesen, „was überrascht, weil das Kverkfjöll-System sich genau über dem Hot Spot (unter Island) befindet“.
Der letzte Ausbruch im Jahre 1968 erzeugte nur eine leichte Aschewolke.

### Gletscherläufe
Verbunden mit den Ausbrüchen in den Kverkfjöll und unter dem Dyngjujökull, der zum System der Bárðarbunga gehört, waren beträchtliche Gletscherläufe.
Man vermutet, dass die Gletscherläufe, die vor 3.000 und 2.500 Jahren die Schlucht Jökulsárgljúfur geprägt haben, von diesem Vulkansystem oder dem der Bárðarbunga ausgingen.
Auch im 17. und 18. Jahrhundert gab es hier immer wieder Eruptionen und Gletscherläufe.
Kleinere Gletscherläufe ereigneten sich in den Jahren 1987 und 2002 (zwischen 400 und 500 m³/s in rund 40 km Entfernung bei den Upptýppingar)
Der isländische Fernsehsender RÚV berichtete am 17. August 2013, dass in den Tagen zuvor ein kleiner Gletscherlauf aus den Kverkjöll in den Fluss Volga, einen Zufluss der Jökulsá á Fjöllum geströmt war und eine Fußgängerbrücke mit sich gerissen hatte. In der Jökulsá á Fjöllum wurden 335 m³/s bei den Upptyppingar gemessen, was zu dieser Jahreszeit eine ungewöhnlich große Wassermenge bedeutet und den Gletscherlauf nachweist. In der Folge hatten kleinere Dampfexplosionen Steine etliche Hundert Meter weit geschleudert. Ein Geologe erklärte im Interview mit RÚV, dass sich hier in ca. 1600 m Höhe immer wieder regelmäßig Gletscherseen bilden und entleeren. Die Vertiefung, die der Gletschersee diesmal hinterlassen hat, misst ca. 500 m im Durchmesser. Auf dem Eis des Gletschers sieht man deutlich graue Lehmspuren als Beweis der Explosionen. Diese wären aufgrund des nachlassenden Drucks entstanden, nachdem sich der auf einem Hochtemperaturgebiet aufruhende See entleert hatte. Auch in den Tagen danach war noch eine gewisse Unruhe im System feststellbar, die sich u. a. in einem Erdbeben der Stärke 2,7 äußerte. Dies ist allerdings in diesem bekannten Erdbebengebiet nichts Ungewöhnliches nach Aussage einer Mitarbeiterin des Isländischen Meteorologischen Instituts, das auch mit der Erdbebenanalyse befasst ist. Das abgelegene Gebiet nahe dem Nordrand des Vatnajökull wird weiterhin genau überwacht.

### Hochtemperaturgebiet Hveradalir
Das 10 km² umfassende Hochtemperaturgebiet Hveradalir in den Westlichen Kverkfjöll gehört zu den fünf größten des Landes.
Das Hochtemperaturgebiet ist 3 km lang und bis zu 1 km breit und befindet sich in 1600 bis 1700 m Höhe (Koordinaten). Dort liegt auch Gámur, eine große Fumarole.
Innen im Hveradalir befindet sich der See Galtarlón in einer kleinen Caldera. Er ist oft von Eis bedeckt und entleert sich manchmal. „Im Juni 1998 bemerkte man auf einmal eine hohe Dampfsäule über den Hveradalir. Als man in die Hveradalir hinaufging, war der See, der hier jahrelang gewesen war, plötzlich verschwunden und stattdessen erblickte man viele Schlammquellen.“
Auch am Skarphéðinstindur und in den Östlichen Kverkfjöll findet man Erdwärme, z. B. in der Hvergil. Dort befinden sich 40–60° warme Quellen auf einem etwa 2 km langen Streifen ebenso wie Kissenlaven.

### Eishöhlen
Die Erdwärme bewirkt immer wieder, vor allem am Fluss, das Entstehen von Eishöhlen. Diese dürfen inzwischen aber nicht mehr betreten werden, weil sie sehr instabil geworden sind.

## Vegetation in den Kverkfjöll
Da es sich um ein sehr weit im Norden gelegenes Hochgebirge handelt, findet man keine zusammenhängende Vegetationsdecke in diesen Bergen.
Einzelne Arten gedeihen aber bis in 1400 m Höhe und darüber wie etwa bestimmte Moosarten oder das Stereocaulon arcticum.
Bewuchs findet man vor allem rund um die heißen Quellen in der Hveragil.

## Zugang und Tourismus

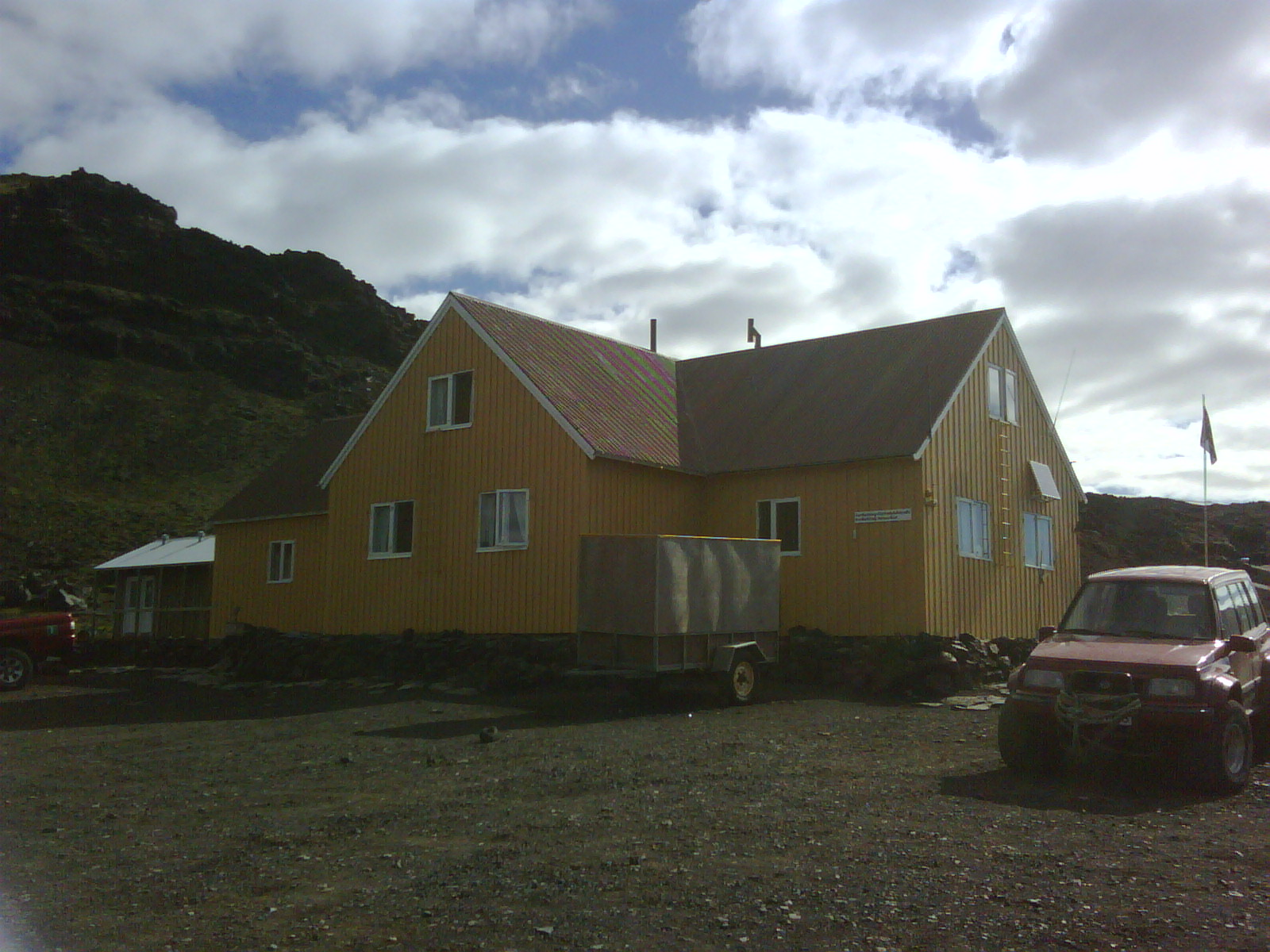
Hütte Sigurðarskáli

Alte Quellen berichten davon, dass im Mittelalter ein Weg über den Vatnajökull führte und dieser vermutlich in der Nähe der Kverkfjöll lag.
Im Sommer 1970 baute man eine Brücke über die Kreppa und eine Jeep-Piste über Hvannalindir bis zu den Kverkfjöll (Pisten F 910 und F902).
Ein anstrengender Wanderweg führt über das Eis des Kverkjökull via Löngufönn ins Hveradalir und von dort weiter zur Hütte Kverkfjallaskali.
Die vergleichsweise komfortable Hütte Sigurðarskáli der Fljotsdalsherad and Husavik Touring Clubs liegt am Fuße der Kverkfjöll auf ca. 900 m Höhe (Koordinaten). Sie ist für 85 Übernachtungsgäste ausgelegt und ist eine gute Ausgangsbasis für Exkursionen ins Kverkfjöll-Gebiet.
In unmittelbarer Nähe des aktiven Geothermalgebiets Hveradalir liegt auf 1718 m Höhe die Hütte Kverkfjallaskali (Koordinaten). Sie wird betrieben vom isländischen Gletscherverein Jöklarannsóknafélag Íslands und bietet bis zu 12 Personen eine Übernachtungsmöglichkeit.
Seit 2008 liegen die Kverkfjöll im östlichen Bereich des Vatnajökull-Nationalparks.

## Upptyppingar und Álftadalsdyngja
Ende der 2000er Jahre begannen in einer Tiefe von etwa 18–20 km Erdbebenserien, die sich 2007 und 2008 verstärkten. Die zuständigen Geologen wie etwa Páll Einarsson vom Nordischen Vulkanologischen Institut vermuteten Magmabewegungen als Ursache. Diese müssen, zumal wenn sie in solcher Tiefe auftreten, nicht unbedingt zu Ausbrüchen führen.
Die Erdbebentätigkeit hat in verminderter Stärke angehalten. 2010 waren Erdbeben etwas nördlich des ursprünglichen Epizentrums in der Nähe des alten Schildvulkans Álftadalsdyngja angesiedelt, sie waren bei einer Durchschnittstiefe von etwa 5,5 km angelangt.
Bei einem Ausbruch würden die Flüsse Krossá und Jökulsá á Fjöllum bezüglich des Ablaufs eine wichtige Rolle spielen.
Der in Island sehr bekannte Journalist und Naturschützer Ómar Ragnarsson sowie diverse andere Naturschützer (von der Naturschutzorganisation Landvernd) vertraten die These, dass die Schwere des inzwischen gefüllten Stausees Hálslón beim Kárahnjúkarkraftwerk die Magmabewegungen ausgelöst hätte.